# Mercedes-AMG Vision Gran Turismo Racing Series
De Mercedes-AMG Vision Gran Turismo Racing Series (of Mercedes-AMG Vision GT Racing Series en Mercedes-AMG VGT Racing Series) is een conceptauto van de Duitse autofabrikant Mercedes-Benz. De auto werd officieel onthuld op 20 november 2013 tijdens de LA Auto Show. Het is de meer prestatiegerichte variant van de Mercedes-AMG Vision Gran Turismo.

## Media
De Mercedes-AMG Vision Gran Turismo Racing Series verschijnt in de games Gran Turismo 6 en Gran Turismo Sport. Het is de eerste en oudste Vision Gran Turismo-conceptauto in de racegameserie.

## Specificaties
De Mercedes-AMG VGT wordt aangedreven door de 5,5-liter V8-biturbo, terwijl de auto in de Gran Turismo-games een 5,7-liter V8 onder de kap heeft. Het vermogen van de auto daar is 600 pk. Daarbij heeft de AMG VGT een sequentiële 7-traps versnellingsbak. Het leeggewicht is 1300 kg.